# 14941 Томсвіфт
14941 Томсвіфт (14941 Tomswift) — астероїд головного поясу, відкритий 23 березня 1995 року.
Тіссеранів параметр щодо Юпітера — 3,311.